# Tunga (rivière)
Pour les articles homonymes, voir Tunga.
La Tunga est une rivière indienne d'une longueur de 147 km qui coule dans l'État du Karnataka. Elle est un affluent de la Tungabhadrâ et donc un sous affluent du fleuve Krishna.